# 702 TCN
702 TCN là một năm trong lịch La Mã.